# 祕魯深海鰩
祕魯深海鰩（學名：Bathyraja peruana），為軟骨魚綱鰩目單鰭鰩科深海鰩屬的一種，分布於東南太平洋祕魯外海海域，深度243至1207公尺，本魚圓盤邊緣從吻端到圓盤頂端幾乎是直的，從鼻孔水平到鰓水平略有凸起，背部為棕灰色，但鼻孔、嘴、腹鰭和尾根部的邊緣顏色從棕色到黃色，圓盤有小棘，尾部有25個橢圓形的小排刺，體長可達110公分，棲息在深海沙泥底質海域，為底棲性魚類，卵生，屬肉食性，生活習性不明。